# 松洲威惠庙中殿遗址
松洲威惠庙，又称松洲书院，位于中国福建省漳州市芗城区浦南镇松洲村，唐贞元二年（786年）创建，清同治三年（1864年）太平军入漳时焚毁。原建筑为前庙宇、后书院布局，由前殿、王台、中殿、后殿、两庑及东西配殿等组成。中殿建于南宋宝祐六年（1258年），现存刻有“宝祐戌午”、“朝王会造”铭文的龙喉井，浮雕走龙纹、力土造像的金刚须弥座等。松洲威惠庙中殿遗址于2005年5月11日公布为第六批福建省文物保护单位。